# Michail Isaakovič Šamkovič
Michail Isaakovič Šamkovič (in russo Михаил Исаакович Шамкович?; Taganrog, 22 novembre 1908 – ...) è stato un regista sovietico.

## Filmografia parziale

### Regista
- Barbos v gostjach u Bobika (1964)
- Braslet-2 (1967)